# Фінеас Флінн
Фінеас Флінн (англ. Phineas Flynn) — один з головних героїв анімаційного телевізійного серіалу Фінеас і Ферб. Українською дублював Денис Капустін, а в оригіналі голосом Фінеаса був американський актор — Вінсент Мартелла. Персонаж створений і розроблений Деном Повенмаєром. Він вперше з'явився разом з іншою частиною головних героїв серіалу в пілотному епізоді «Американські гірки».
Сюжет серій зосереджується на спробах Фінеаса уникнути нудьги, чудернацьких спорудах, які він разом із Фербом проектує кожного дня протягом літніх канікул та намаганнях старшої сестри Кендес попалити братів. Часто у пригодах хлопчаків беруть участь Ізабелла, дівчата-скаути, хуліган Б'юфорд, Бальджит (Балджіт), іноді Ірвінґ та інші сусідські діти.
Фінеас походить зі змішаної (зведеної) родини. Не зважаючи на це, стосунки між членами сім'ї дуже теплі й довірливі. Хлопчик називає Ферба — братом, а вітчима Лоренса — татом. З міркувань того, що на телебаченні немає жодного дитячого шоу, яке б висвітлювало стосунки у щасливій змішаній родині, подібної, до тієї, у якій зростав автор Джефф «Свомпі» Марш, творці вирішили реалізувати саме таку ідею. Персонаж Фінеаса отримав позитивні відгуки критиків, зокрема один з рецензентів назвав його та брата «кумедною парочкою.»

## Роль у мультсеріалі
У цьому проекті Марш вирішив відтворити свій досвід зростання, саме тому було прийнято рішення зробити персонажа членом змішаної родини. Зведений брат Ферб — його найкращий друг. Біологічний батько Фінеаса ніколи не був присутній та не згадувався у мультсеріалі. Марш та Повенмаєр вирішили не змінювати цієї концепції і надалі. Його мати, Лінда Флінн-Флетчер, зустрічалася із батьком Ферба, Лоренсом Флетчером, у 1990-х роках. Вони по-справжньому закохалися на концерті гурту «Love Händel».
Фінеас зображається як самовіддана, розумна, довірлива та творча дитина. Щоб не нудьгувати протягом літніх канікул, він та його брат вигадують чудернацькі споруди, шалені винаходи, часто беруть участь у різноманітних подіях та неймовірних пригодах, розробляють дизайн іграшок (епізод «Зі світу по іграшці»); стають піратами (епізод «Балада ГидьБороди»); будують машини (епізод «Машина часу!»); керують рестораном (епізод «У Качкодзьоба»); що, як правило, недосяжно для дітей. Фінеас проживає у вигаданому місті Денвіль (частина Трьох Штатів), у великому приміському районі; більшість ідей виникає, коли він із братом Фербом сидить у своєму дворі.

## Персонаж

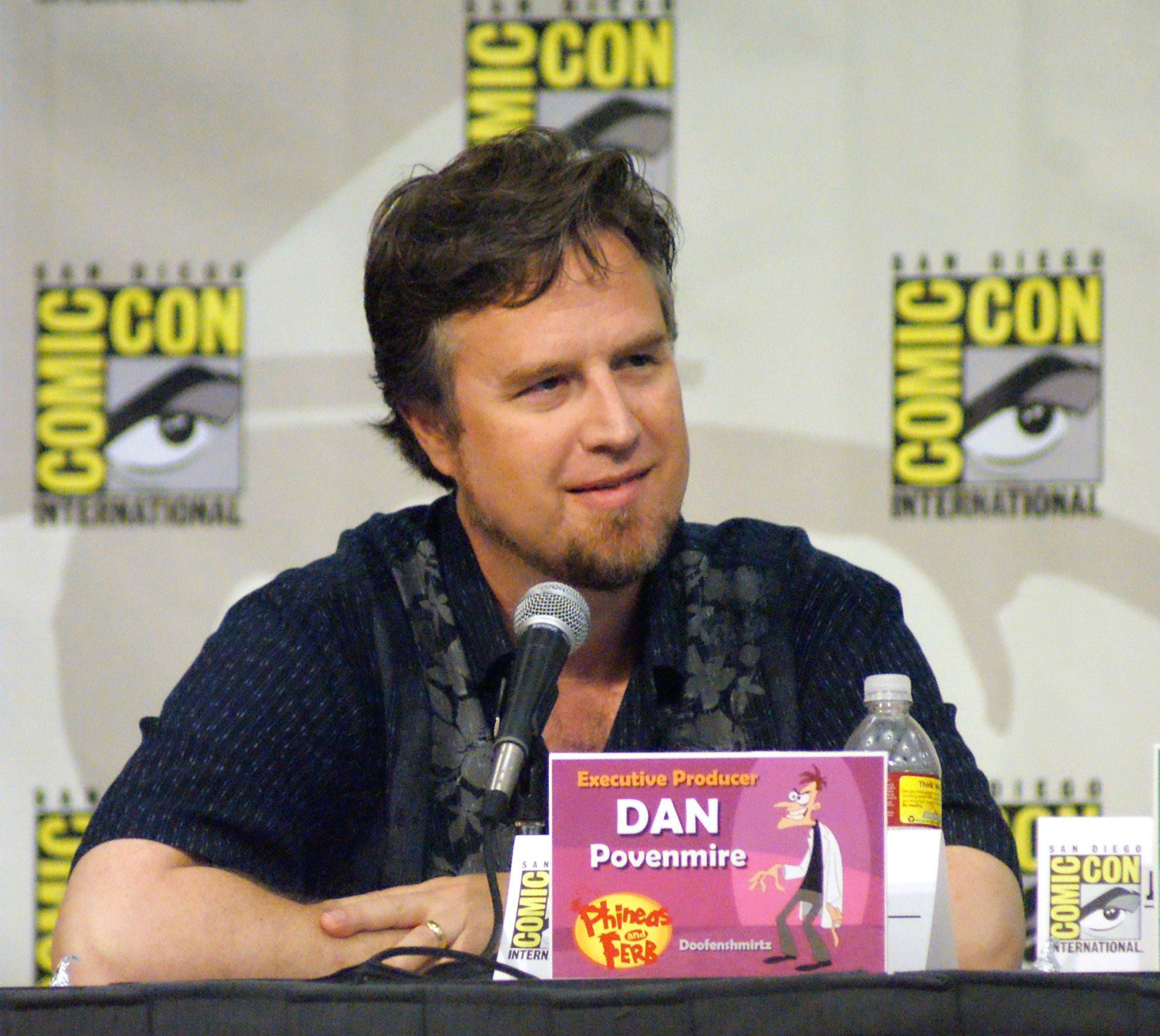
Напочатку Ден Повенмаєр намалював Фінеаса на обгортковому папері у Північній Пасадині, Каліфорнія.

Ідеї щодо серіалу зароджувалися, коли Ден Повенмаєр та Джефф «Свомпі» Марш працювали аніматорами над Сімпсонами. Після того, як підґрунтя шоу було розроблено, ці двоє розпочали планування персонажів. У ресторані Wild Thyme (укр. «Дикий Чебрець») Північної Пасадини, Каліфорнії, за обідом із родиною Повенмаєр зробив швидку замальовку «трикутного хлопчика». Ден назвав трикутний дудл—малюнок Фінеасом, бо він був дуже схожий на героя роману «Навколо світу за 80 днів» (1873 року) Філеаса Фогга (не плутати з Фінеасом Фоггом). Повенмаєр відірвав клаптик паперу та подзвонив тієї ж ночі Маршу зі словами «Гей, здається ми знайшли наше шоу».

## Дизайн
Стиль усіх персонажів запозичили у відомого мультиплікатора Текса Ейвері. Аніматори використали цей стиль для того, щоб діти могли запросто зображати улюблених персонажів, а також, щоб можна було впізнати силует героїв. Очі Фінеса розташовані на верхній частині голови і мають овальну форму. Волоссям виступають три «чубчики», які знаходяться в передній та задній частині, в той час, як три ластовинки — знизу. Третє мале коло — це мочка вуха. А тонкі, кволі руки — це простий засіб Повенмаєра додати ще трохи комічності усім персонажам.

## Характерний гумор
Однією з головних ознак мультсеріалу є повторювані жарти. Коли Фінеасу приходить ідея наступної пригоди або винаходу він звертається до брата зі словами: «Ферб, я знаю, що ми будемо робити!». Протягом своїх пригод недовірливі дорослі запитують у нього «А ти не замалий для…» того, чим він наразі займається, на що Фінеас їм відповідає: «Так, замалий». Кожного епізоду домашній качкодзьоб Фінеаса і Ферба, Перрі, зникає, щоб виконати завдання від майора Монограма. Коли діти це помічають, вони питають: «Гей, а де Перрі?». Коли Агент П повертається додому, вони вигукують: «А! Ось де ти, Перрі!».
Обговорюючи Перрі, автор Повенмаєр навів приклад власної улюбленої кішечки, Спрокет (англ. Sprocket), яка, на його думку, була секретним агентом у сусідів, щоб отримувати додаткову їжу.

## Особистість та риси характеру
Фінеас зображений надзвичайно розумним, безтурботним, довірливим, впевненим в собі, рудоволосим хлопчиком. У рекламі Фінеаса і Ферба каналу Дісней його описують як людину, яка «широко мислить» і намагається зробити кожен день визначним й незабутнім. Автори хотіли, щоб Фінеас так само, як і Ферб, був персонажем, який ніколи не зробить нічого з пересердям, або підбурить до чогось сестру, або навмисно перехитрує матір. Натомість мотивацією персонажу виступає лише бажання весело провести час, отримати задоволення, створити щось нове й самобутнє. Ден Повенмаєр також характеризує його як наполегливу, настільки впевнену у своїх силах людину, що всі інші вважають його обдарованим. Повенмаєр та Марш хотіли, щоб серіал відображав їхні власні дитячі спогади про веселощі, гуляння цілими літніми днями, будування тунелів, фортець та халабудок на деревах.